# Phi2 Pavonis
Título a ser usado para criar uma ligação interna é Phi2 Pavonis.
Phi2 Pavonis (109 Pavonis) é uma estrela na direção da constelação de Pavo. Possui uma ascensão reta de 20h 40m 02.27s e uma declinação de −60° 32′ 51.0″. Sua magnitude aparente é igual a 5.11. Considerando sua distância de 79 anos-luz em relação à Terra, sua magnitude absoluta é igual a 3.19. Pertence à classe espectral F8V. Possui um planeta confirmado.